# Dons do Espírito Santo

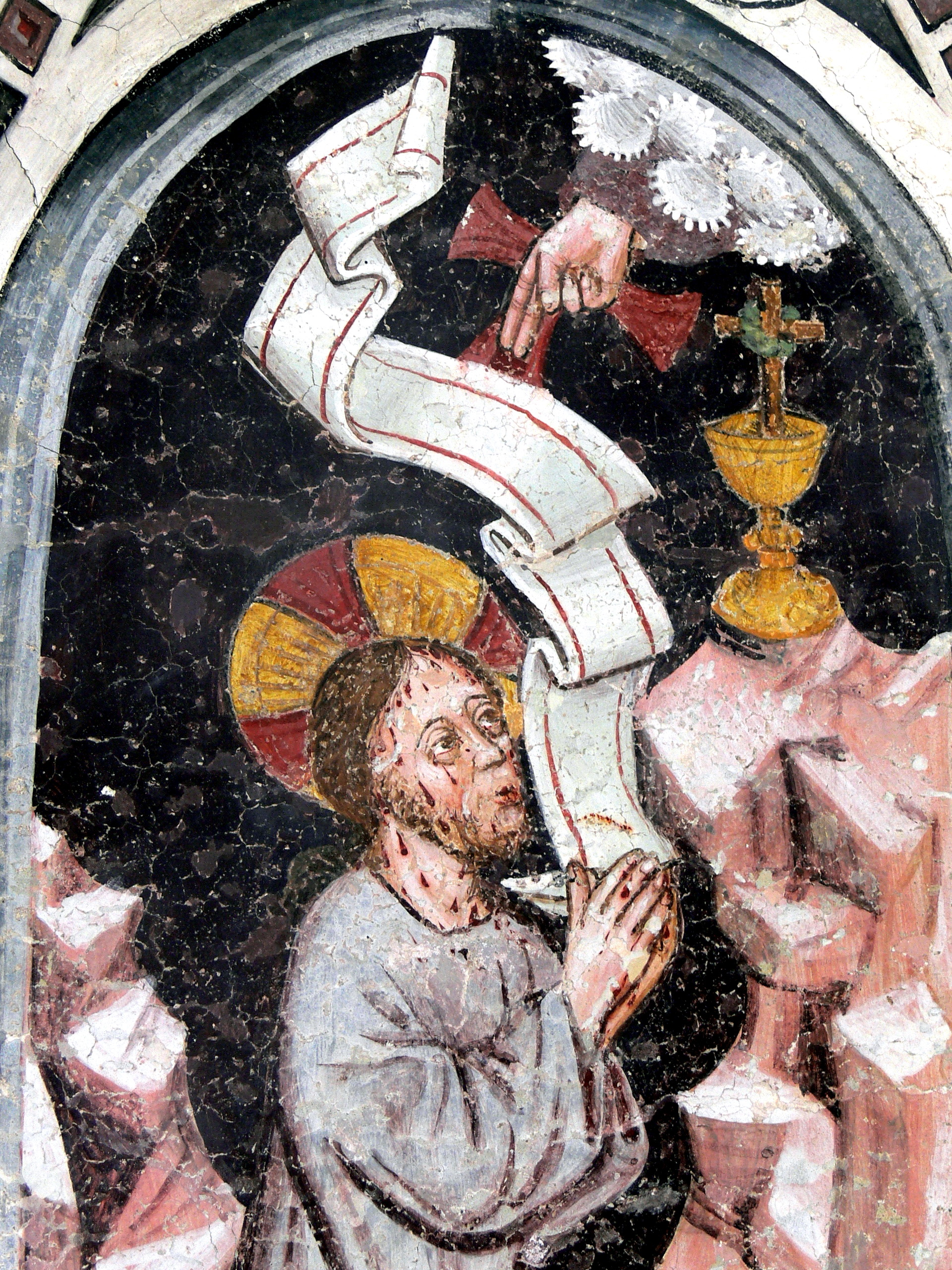
O termo carisma denota qualquer boa dádiva que flui do amor benevolente de Deus.

Dons do Espírito Santo são poderes extraordinariamente dados pelo Espírito Santo. Os seguidores acreditam que estas são graças sobrenaturais que os cristãos individuais precisam para cumprir a missão da Igreja. No sentido mais estrito, é um termo teológico para as graças extraordinárias dadas a cristãos individuais para o bem dos outros e distingue-se das graças dadas para a santificação pessoal, como os Sete Dons do Espírito Santo e o fruto do Espírito Santo.
Essas habilidades, muitas vezes chamadas de "dons carismáticos", são a palavra de sabedoria, o aumento da fé, os dons de cura, o dom de milagres, a profecia, o discernimento de espíritos, os tipos de línguas e a interpretação de línguas. A estes são acrescentados os dons de apóstolos, profetas, professores, ajudantes (ligados ao serviço aos pobres e doentes) e governos (ou capacidade de liderança) que estão ligados a certos cargos na Igreja. Estes dons são concedidos pelo Espírito Santo a indivíduos, mas o seu propósito é edificar toda a Igreja. Eles são descritos no Novo Testamento, principalmente em 1 Coríntios 12, 13 e 14, Romanos 12, e Efésios 4. 1 Pedro 4 também aborda os dons espirituais.
Os dons estão relacionados tanto com habilidades aparentemente “naturais” quanto com habilidades aparentemente mais “milagrosas”, capacitadas pelo Espírito Santo. As duas principais posições teológicas opostas sobre a sua natureza é que cessaram há muito tempo (Cessacionismo) ou que continuam (Continuacionismo).[carece de fontes?]

## Visão bíblica e teológica
O Novo Testamento contém diversas listas de dons espirituais, a maioria nas epístolas paulinas. Embora cada lista seja única, há sobreposição.
| Romanos 12 :6–8                                                                      | 1 Coríntios 12:8–10 | 1 Coríntios 12:28–30                                                                                   | Efésios 4:11                                                 | 1 Pedro 4:11                        |
| ------------------------------------------------------------------------------------ | --- | --- | ------------------------------------------------------------ | ----------------------------------- |
| 1. Profecia 2. Servindo 3. Ensino 4. Exortação 5. Dando 6. Liderança 7. Misericórdia | 1. Palavra de sabedoria 2. Palavra de conhecimento 3. Fé 4. Dons de cura 5. Milagres 6. Profecia 7. Distinguir entre espíritos 8. Línguas 9. Interpretação de línguas | 1. Apóstolo 2. Profeta 3. Professor 4. Milagres 5. Tipos de curas 6. Ajuda 7. Administração 8. Línguas | 1. Apóstolo 2. Profeta 3. Evangelista 4. Pastor 5. Professor | 1. Quem fala 2. Quem presta serviço |

Os cristãos acreditam que os dons foram preditos no Livro de Joel (2:28) e prometidos por Cristo (Marcos 16:17-18). Esta promessa foi cumprida no Dia de Pentecostes e em outros lugares, à medida que a igreja se espalhava. A fim de corrigir os abusos relativos aos dons espirituais em Corinto, Paulo dedicou muita atenção aos dons espirituais na sua Primeira Epístola aos Coríntios (capítulos 12-14).
Em 1 Coríntios 12, dois termos gregos são traduzidos como "dons espirituais". No versículo 1, a palavra pneumatika (“espirituais” ou “coisas do Espírito”) é usada. No versículo 4, o carisma é usado. Esta palavra é derivada da palavra charis, que significa "graça". Nos versículos 5 e 6, as palavras diaconia (traduzida como "administrações", "ministérios" ou "serviço") e energemata ("operações" ou "trabalhos internos") são usadas para descrever a natureza dos dons espirituais. No versículo 7, o termo “manifestação (fanerose) do Espírito” é usado.
A partir destas passagens bíblicas, os cristãos entendem que os dons espirituais são capacitações ou capacidades que são divinamente concedidas aos indivíduos. Por serem dados gratuitamente por Deus, não podem ser conquistados ou merecidos. Embora realizadas através de indivíduos, estas são operações ou manifestações do Espírito Santo, e não da pessoa dotada. Devem ser usados para o benefício de outros e, num certo sentido, são concedidos à igreja como um todo, mais do que a indivíduos. Há diversidade na sua distribuição – um indivíduo não possuirá todos os dons. O propósito dos dons espirituais é edificar, exortar e confortar a igreja.
É geralmente reconhecido que Paulo não listou todos os dons do Espírito, e muitos acreditam que existem tantos dons quanto são as necessidades no corpo de Cristo. Algumas vezes, os dons foram organizados em categorias distintas com base em suas semelhanças e diferenças com outros presentes. Alguns os dividem em três categorias usando ofícios do Antigo Testamento: os dons “proféticos” incluem qualquer dom que envolva ensinar, encorajar ou repreender outras pessoas; os dons “sacerdotais” incluem mostrar misericórdia e cuidado pelos necessitados ou envolvem intercessão diante de Deus; e os dons “reais” são aqueles que envolvem a administração ou o governo da igreja. Outros os categorizam em “dons de conhecimento” (palavra de sabedoria, palavra de conhecimento, distinção entre espíritos), “dons de fala” (línguas, interpretação, profecia) e “dons de poder” (fé, cura, milagres). Os dons também foram categorizados como aqueles que promovem o crescimento interno da igreja (apóstolo, profecia, distinção entre espíritos, ensino, palavra de sabedoria/conhecimento, ajuda e administração) e aqueles que promovem o desenvolvimento externo da igreja (fé, milagres), cura, línguas e interpretação de línguas).
Cessacionistas distinguem entre os dons entre “extraordinários”, “milagrosos” ou de “sinais” (como profecia, línguas e cura) e outros dons. O cessacionismo é defendido por alguns protestantes, especialmente da tradição calvinista, que acreditam que os dons milagrosos e suas operações foram limitados ao cristianismo primitivo e "cessaram" depois. Outros protestantes, incluindo luteranos, metodistas, pentecostais e carismáticos, aderem à posição continuista, acreditando que todos os dons espirituais são distribuídos entre os cristãos pelo Espírito Santo e que são normativos na cristandade contemporânea. Além disso, o Catolicismo Romano e a Igreja Ortodoxa Oriental[carece de fontes?] também continuam a acreditar e a fazer uso de todos os dons espirituais.

## Descrições
Apóstol: O título apóstolo vem da palavra grega apostolos que significa "um mensageiro, enviado com ordens". Refere-se a alguém a quem foi delegada autoridade por outro em um país estrangeiro. Os apóstolos foram os primeiros líderes da Igreja; eles foram comissionados por Jesus para iniciar e dirigir a pregação do evangelho. Embora muitos cristãos concordem que o título de apóstolo é reservado para aqueles da primeira geração de cristãos, muitas denominações cristãs continuam, de uma forma ou de outra, a reconhecer um ministério apostólico contínuo. Muitas igrejas, como a Igreja Católica Romana e as Igrejas Ortodoxas Orientais, acreditam na doutrina da sucessão apostólica, que sustenta que os bispos devidamente ordenados são os sucessores dos apóstolos. Somente os bispos têm o carisma certo da verdade (em latim : charisma veritatis certum ), que é a faculdade de estabelecer indubitavelmente uma verdade em matéria de fé ou moral ou relativa à Sagrada Escritura. Outros grupos cristãos, como os pentecostais clássicos, consideram que o papel de um missionário é o cumprimento de um ministério apostólico. Existem alguns cristãos, no entanto, que defendem a restauração do ministério quíntuplo, incluindo o reconhecimento formal do cargo de apóstolo. Outros diriam que o escritório não existe mais.
Profeta: No Novo Testamento, o ofício de profeta é equipar os santos para o trabalho de serviço através de exortação, edificação e consolação (1 Coríntios 12:28; 1 Coríntios 14:3 Efésios 4:11). O dom correspondente do profeta é a profecia. Profecia é "relatar algo que Deus espontaneamente traz à sua mente". Muitos, principalmente pentecostais e carismáticos, distinguem entre o “ofício de profeta” e o “dom de profecia”, acreditando que um cristão pode possuir o dom de profecia sem exercer o ofício profético.
A profecia foi dirigida ao entendimento humano, "aquele que profetiza fala aos homens", Coríntios 14:1-25. O profeta “edifica a igreja” (14:4).
Evangelista: Um evangelista é aquele que se dedica à pregação do evangelho. No Novo Testamento, os evangelistas pregavam de cidade em cidade, de igreja em igreja.
Pastor: Os pastores têm o dom de liderar, orientar e dar exemplo a outros cristãos. A estrutura gramatical de Efésios 4:11 leva muitos a concluir que professor e pastor devem ser considerados um só termo (pastor-professor). Mesmo assim, os dois termos não são intercambiáveis; embora todos os pastores sejam professores, nem todos os professores são pastores. Os Dons Pastorais incluem integridade e compaixão.
Professor: Alguém que dedica sua vida à pregação e ao ensino da fé cristã. Quando o ensino é fornecido por Deus à Igreja, na verdade são dados dois dons: à Igreja é dado um professor e junto com o professor vem uma capacidade divina para ensinar.
Serviço: A palavra traduzida como "ministério" é diaconia, que também pode ser traduzida como "serviço". Visto que existem muitos tipos de ministérios e serviços para a Igreja, isto descreve uma ampla gama de dons, em vez de um único dom.[carece de fontes?]
Exortação: A capacidade de motivar os cristãos "à perseverança paciente, ao amor fraternal e às boas obras".
Doação: Aqueles que possuem este dom compartilham seus bens com outras pessoas com extraordinária generosidade. Embora todos os cristãos devam ser doadores, aqueles que possuem esse dom irão além da doação normal.
Liderança: Este dom fala dos vários papéis de liderança encontrados na Igreja. Embora muitos pensem em funções como administração, gestão de fundos, planejamento estratégico, etc. são funções fora do reino sobrenatural, na realidade, os indivíduos nessas posições precisam tanto de capacitação sobrenatural quanto os ministros do evangelho. Alguns escritores consideram que as dádivas dos governos e da liderança são a mesma dádiva, mas outros as consideram intimamente relacionadas, embora diferentes.[carece de fontes?]
Misericórdia: Possivelmente idêntica à dádiva de ajuda, a chuva de misericórdia possui um ministério de visitação, oração e compaixão pelos pobres e enfermos.
Palavra de sabedoria: Uma expressão ou mensagem de sabedoria concedida sobrenaturalmente a um indivíduo. Para Paulo, sabedoria refere-se ao "conhecimento dos grandes mistérios cristãos: a Encarnação, Paixão e Ressurreição de Cristo, e a habitação do Espírito de Deus no crente (1 Coríntios 2; Efésios 1:17)".
Palavra de conhecimento: Costuma-se dizer que o conhecimento mencionado está relacionado à compreensão da doutrina cristã ou da verdade bíblica.
Fé: Refere-se àquela fé forte ou especial "que remove montanhas, expulsa demônios ( Mateus 17:19-20) e enfrenta o mais cruel martírio sem vacilar". Distingue-se da fé cristã "salvadora" e "normal".
Dons de curas: A capacidade de ministrar cura sobrenaturalmente a outras pessoas. O plural indica a variedade de doenças curadas e as muitas formas que o dom assume, como a cura pela unção com óleo, pela imposição de mãos, pela pronúncia do nome de Jesus ou pelo sinal da cruz.
Operação de milagres: A realização de ações além da capacidade humana comum pelo poder do Espírito Santo.
Visões: Um derramamento deste dom é profetizado em Joel 2:28 e Atos 2:17 mostra que os primeiros cristãos acreditavam que esta profecia foi cumprida no dia de Pentecostes. As visões tendem a ser experiências mais privadas do que os outros presentes. Alguns pesquisadores ampliam a definição de visões para incluir uma presença fortemente sentida.
Discernimento de espíritos: A capacidade de discernir, distinguir ou discriminar a fonte de uma manifestação espiritual - se ela emana de um espírito bom ou mau. Parecia ter sido particularmente associado à profecia, pois seria necessário saber se uma declaração profética foi verdadeiramente inspirada por Deus.
Línguas: A habilidade sobrenatural de falar uma língua não aprendida. Paulo parece ter distinguido entre o uso público do dom (que deve sempre ser interpretado) e o uso privado que era para o fortalecimento espiritual de si mesmo. Atualmente entre os cristãos há uma disputa sobre se as línguas foram/são sempre xenoglossia (falar uma língua humana não aprendida) ou se também incluía/inclui a glossolalia (falar uma língua não aprendida e supostamente não humana de origem celestial ou angélica).[carece de fontes?]
Interpretação de línguas: Este dom deve sempre seguir o exercício público do dom de línguas. Em 1 Coríntios 14, o Apóstolo Paulo exigiu que todo discurso na adoração cristã fosse inteligível. Isto exigia que o discurso proferido numa língua desconhecida fosse interpretado na língua comum dos cristãos reunidos.[carece de fontes?]
Ajuda: Estedom tem a ver com o serviço aos doentes e aos pobres. Os possuidores deste dom têm um "fardo espiritual e um amor dado por Deus aos necessitados e aflitos".
Administração: Também chamado de dom de governar, a palavra grega traduzida como "governos" é kubernesis, cuja forma verbal significa "dirigir" ou "ser timoneiro". Este dom refere-se então à capacidade dada por Deus para liderar ou guiar a Igreja através de tempestades e mares difíceis.

## Outros dons espirituais
Embora não sejam especificamente definidos como dons espirituais na Bíblia, outras habilidades e capacidades foram consideradas dons espirituais por alguns cristãos. Alguns são encontrados no Novo Testamento, como:
- Celibato (1 Coríntios 7:7)[41]
- Comunhão[42]
- Hospitalidade (1 Pedro 4:9-10)[43]
- Intercessão (Romanos 8:26-27)[43]
- Casamento (1 Coríntios 7:7)[44]
- Testemunho (eficaz) ( Atos 1:8, 5:32, 26:22, 1 João 5:6)[43]

Outros são encontrados no Antigo Testamento, como:
- Habilidade (como as habilidades especiais dadas aos artesãos que construíram o Tabernáculo em Êxodo 35:30-33)[43]
- Interpretação de sonhos (por exemplo, José e Daniel) em Gênesis 43-50, Daniel 2
- Composição de música espiritual, poesia e prosa[43]